# Jobb parti Ukrajna

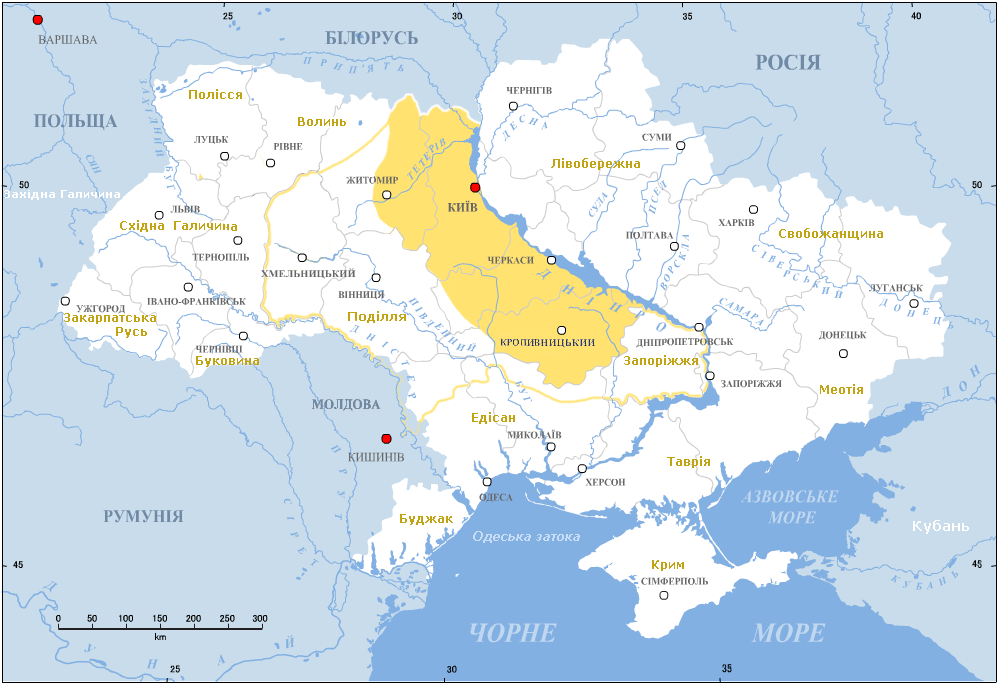
A jobb parti Ukrajna a mai Ukrajnán belül

A jobb parti Ukrajna (ukránul: Правобережна Україна [Pravoberezsna Ukrajina], lengyelül: Ukraina Prawobrzeżna, oroszul: Правобережная Украина [Pravoberezsnaja Ukrajina]), a magyar történetírásban esetenként Lengyel-Ukrajna) ukrán történelmi régió, mely a mai Ukrajna Volinyi, Rivnei, Vinnicjai, Zsitomiri, Kirovohradi területét, valamint a Kijevi terület Dnyepertől nyugatra eső részét foglalja magában. A területet a Bal parti Ukrajnától a Dnyeper választja el.
Az elkülönülésre a Hmelnickij-féle felkelést követő zűrzavar során került sor, amikor a Bal parti Ukrajna az 1667-es andruszovói békét követően a cári Oroszországhoz került, míg a jobb parti Ukrajna a Lengyel–Litván Államszövetség része maradt.
Öt évvel később, 1672-ben Podóliát elfoglalták az ottomán törökök, míg Kijev és Braclav Petro Dorosenko hetman uralma alá került, de 1681-ben ezeket a városokat is elfoglalták a törökök. Az 1683-as kahlenbergi csatát követően az 1699-ben megkötött karlócai béke a török uralom alatt lévő területeket a Lengyel–Litván Államszövetségnek juttatta vissza.
A 18. század folyamán két kozák felkelésre is sor került a régióban. 1793-ban, Lengyelország második felosztásával az Orosz Birodalom annektálta a jobb parti Ukrajnát, mely a Kisoroszországi kormányzóság része lett.
A 19. században a lakosság többsége etnikailag ukrán volt, de a földbirtokosokat és a nemességet lengyelek, vagy ellengyelesedett ukránok alkották. A paraszti réteg görögkatolikus volt, de a 18. században, Lengyelország felosztása után, de még az 1839-es unió előtt visszatérítették őket az ortodox hitre.
A 19. században a jobb parti Ukrajna három kormányzósághoz, a Kijevi, a Volhíniai és a Podóliai kormányzósághoz tartozott az Orosz Birodalmon belül.
Az első világháborút követően, a lengyel–szovjet háborút lezáró 1921-es rigai békeszerződésben a jobb parti Ukrajna egyes részeit, így Volhíniát (a mai Volinyi területet), a Rivnei területet, valamint a Ternopili terület északi részét Lengyelország kapta meg. Lengyelország 1939-es megszállását követően a teljes jobb parti Ukrajnát a Szovjetunió foglalta el és kebelezte be. A terület az Ukrán SZSZK része lett.